# Vénus de Cannicella

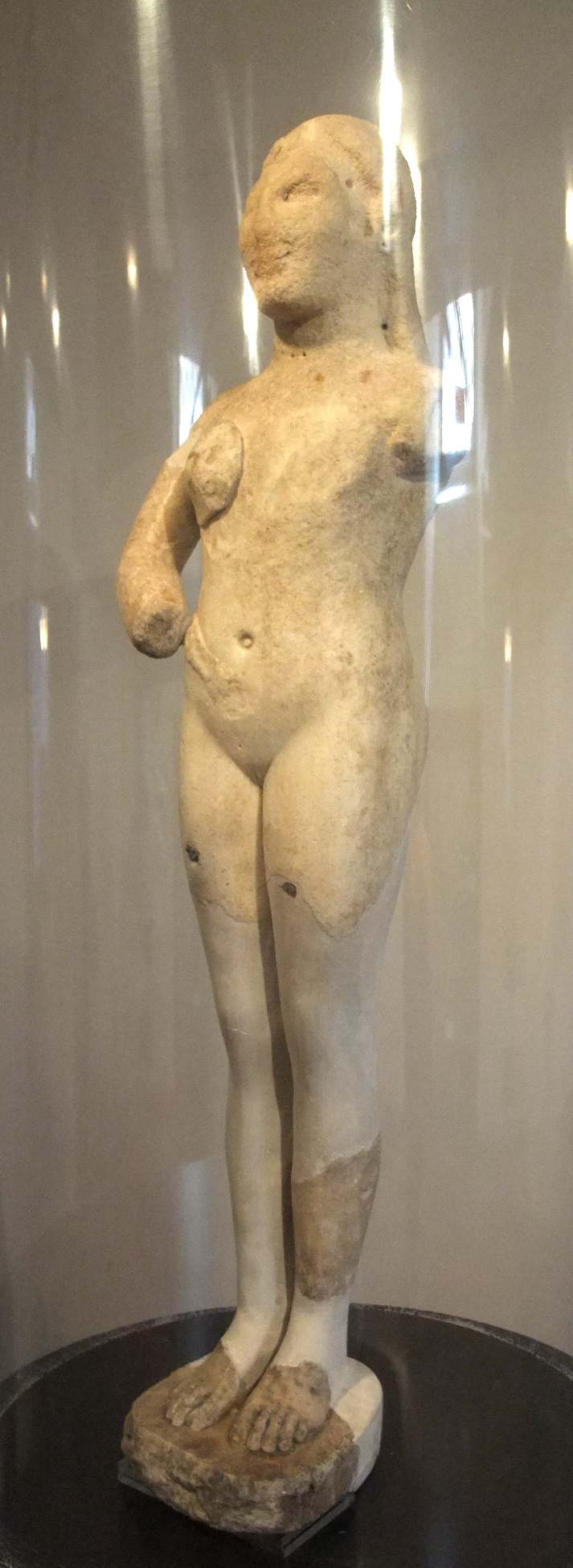
Vénus de Cannicella, Orvieto, musée Faina.

La Vénus de Cannicella est le nom attribué à une statue en marbre de Paros, de 80 cm de haut trouvée en 1884 par Riccardo Mancini près de l'autel du sanctuaire étrusque de la nécropole de Cannicella. Elle est conservée au musée Faina à Orvieto. 

## Description
La statue représente une femme nue debout, la poitrine et les poils pubiens apparents, portant des bijoux attestant de son statut divin. Ses cheveux bouclés tombent sur les épaules avec le bras droit — dont il manque la main — dirigé vers le ventre. Le bras gauche perdu devait être probablement posé sur son flanc.

## Origine
La statue provient de l'île grecque de Paros. Par son style elle est datable de la fin du VIe siècle av. J.-C. (530 à 520 av.J-C).

## Attribution du nom
La déesse Vénus des Romains correspond à la déesse Turan étrusque. Le découvreur du sanctuaire, l'archéologue Riccardo Mancini, l'identifie néanmoins avec Cérès correspondant à Maris de la mythologie étrusque.
L'étruscologue Jean-René Jeannot parle de la statue en ces termes : « Mais de toutes manières, la statue cultuelle en marbre grec, connue sous le nom probablement très inapproprié de Vénus de Cannicella, suggère la nature de la divinité et l'orientation du culte. »